# Stefano Oppo
Stefano Oppo (Oristano, 12 settembre 1994) è un canottiere italiano.

## Biografia
Inizia l'attività agonistica a nove anni presso il Circolo Nautico di Oristano ; nel 2010 passa i test per entrare nel college della nazionale a Piediluco.
Fa il suo esordio internazionale agli Europei juniores 2011 ottenendo la medaglia d'oro nell'8 pesi leggeri. Nel 2012 ottiene due medaglie d'oro nel quattro senza, una agli europei juniores e la seconda ai mondiali juniores. Nel 2013 diventa campione mondiale Under-23 nel quattro senza e successivamente vince la medaglia d'oro ai mondiali di Chungju nell'8 pesi leggeri. Nel 2014 partecipa con il quattro senza pesi leggeri ai mondiali di Amsterdam in barca con Elia Luini. Nel 2015 ai mondiali di Aiguebelette in Francia, si è classificato al sesto posto finale nel 4 senza pesi leggeri, guadagnando l'accesso dell'equipaggio alle olimpiadi di Rio de Janeiro
Ha rappresentato l'Italia ai Giochi olimpici estivi di Rio de Janeiro 2016 nel quattro senza pesi leggeri con Livio La Padula, Pietro Ruta e Martino Goretti, concludendo la finale in quarta posizione.
Ai Giochi del Mediterraneo di Tarragona 2018 ha ottenuto l'oro nel 2 di coppia pesi leggeri, con Pietro Ruta.
Ha fatto la sua seconda apparizione olimpica a Tokyo 2020, disputati nel 2021 a causa della pandemia di COVID-19, vincendo la medaglia di bronzo nel due di coppia pesi leggeri in coppia con Pietro Ruta. Alle successive olimpiadi di Parigi 2024 vince la medaglia d'argento, sempre nel due di coppia pesi leggeri, stavolta in coppia con Gabriel Soares.

## Palmarès
- Giochi olimpici

Tokyo 2020: bronzo nel 2 di coppia pesi leggeri.
Parigi 2024: argento nel 2 di coppia pesi leggeri.
- Campionati del mondo di canottaggio

Chungju 2013: Oro nell'8 pesi leggeri.
Sarasota 2017: argento nel 2 di coppia pesi leggeri.
Plovdiv 2018: argento nel 2 di coppia pesi leggeri.
Linz-Ottensheim 2019: argento nel due di coppia pesi leggeri.
- Campionati europei di canottaggio

Račice 2017: bronzo nel 2 di coppia pesi leggeri.
Glasgow 2018: bronzo nel 2 di coppia pesi leggeri.
Lucerna 2019: argento nel 2 di coppia pesi leggeri.
Poznań 2020: oro nel 2 di coppia pesi leggeri.
- Giochi del Mediterraneo

Tarragona 2018: oro nel 2 di coppia pesi leggeri;
- Mondiali Under 23

Linz 2013: oro nel 4 senza pesi leggeri.
Varese 2014: bronzo nel 4 senza pesi leggeri.
Rotterdam 2016: oro nel 4 senza pesi leggeri.
- Mondiali Junior

Plovdid 2012: oro nel 4 senza.